# Spice 1
Robert L. Green Jr. (ur. w 1970 w Corsicana w stanie Teksas, lepiej znany jako Spice 1) – amerykański raper reprezentujący styl zachodniego wybrzeża USA.

## Dyskografia

### Albumy studyjne
- 1991: Let It Be Known (EP)
- 1992: Spice 1
- 1993: 187 He Wrote
- 1994: AmeriKKKa's Nightmare
- 1995: 1990-Sick
- 1997: The Black Bossalini (a.k.a. Dr. Bomb from da Bay)
- 1999: Immortalized
- 2000: The Last Dance
- 2002: Spiceberg Slim
- 2004: The Ridah
- 2005: Dyin' 2 Ball
- 2005: The Truth
- 2010: Home Street Home

### Wspólne albumy
- 2001: Criminal Activity (z Celly Cel jako Criminalz)
- 2003: NTA: National Thug Association (z Bad Boy)
- 2004: The Pioneers (z MC Eiht)
- 2006: Thug Lordz Trilogy (z C-Bo & Yukmouth jako Thug Lordz)
- 2006: Keep It Gangsta (z MC Eiht)
- 2007: Criminal Intent (z Jayo Felony)

### Kompilacje
- 1998: Hits
- 2000: The Playa Rich Project
- 2001: Hits II: Ganked & Gaffled
- 2002: The Playa Rich Project 2
- 2002: Hits 3
- 2002: Thug Disease
- 2005: Bossed Out
- 2005: The Thug In Me
- 2006: Life After Jive: 2000 to 2005
- 2007: Thug Association
- 2008: Thug Reunion

### Występy gościnne
- 1993: „Spice 1 Wit Da Banksta” (z Ant Banks, album Sittin' On Somethin' Phat)
- 1993: „The Dangerous Crew” (z Too Short, album Get in Where You Fit In)
- 1994: „Gangsta Team” (z South Central Cartel, album 'N Gatz We Truss)
- 1994: „2 Kill A G” (z Ant Banks, album The Big Badass)
- 1994: „Nuthin' But The Gangsta” (z MC Eiht, album We Come Strapped)
- 1995: „Born II Die” (z Tales from the Hood Soundtrack)
- 1995: „Dusted 'n' Disgusted” (z E-40, album In a Major Way)
- 1995: „Trouble (Scared To Blast)” (z The Dangerous Crew, album Don't Try This at Home)
- 1996: „Check Ya Self” (z America Is Dying Slowly)
- 1997: „West Riden” (z Ant Banks, album Big Thangs)
- 1997: „I'm Losin It” (z Tupac Shakur, album R U Still Down? (Remember Me))
- 1998: „Don't Wait” (z Devin the Dude, album The Dude)
- 1998: „Mob On”, „Heat” (z Paris, album Unleashed)
- 1999: „Wet Party” (z Tear Da Club Up Thugs, album CrazyNDaLazDayz)
- 1999: „Shook Niggas” (z T.W.D.Y., album Derty Werk)
- 1999: „Killa Foe My Skrilla” (z Arapahoe TRUES, album Original Rhythm & Hard Core Hip Hop)
- 2000: „Smash” (z Outlawz, album Ride wit Us or Collide wit Us)
- 2000: „Who Got The Keys” (z Low Life Mafia, album Riding Deep & Dirty)
- 2000: „U Better Get Ready” (z Black Mophia Clan, album Heat From The Streets Of Roe)
- 2001: „The Payback” (z Big B, album Furious)
- 2003: „Game” (z 40 Glocc, album The Jakal)
- 2004: „In The Ghetto” (z Trae, album Losing Composure)
- 2005: „Second Time Around” (z Mars, album Mars Attacks)
- 2006: „The New West” (z Playalitical, album Code Green: Operation Take Over)
- 2007: „Staying Alive”, „Murder'Ra” (z Z-Ro, album King of tha Ghetto: Power)
- 2007: „Start A Problem”, „Tell Me What U Want” (z Daz Dillinger, album Gangsta Party)
- 2007: „My Heat Go...” (z Tito B, album Starz The Limit)
- 2008: „Street Life” (z Grave Plott, album The Plott Thickens)
- 2008: „Too Late To Pray” (z Kung Fu Vampire, album Dead )
- 2009: „6 Ways from Sunday” (z Killa C, album „Bound In Chains”)